# Varosha
Vous pouvez aider à l'améliorer ou bien discuter des problèmes sur sa page de discussion.
- La traduction doit être revue. Le contenu est difficilement compréhensible à cause d’erreurs de traduction, peut-être dues à l’utilisation d’un logiciel de traduction automatique. (Marqué depuis février 2023)
- La traduction est incomplète. (Marqué depuis février 2023)

Varosha (en grec: Βαρώσια; en turc: Maraş) est un quartier au sud de la ville de Famagouste à Chypre, station balnéaire bâtie en 1972, devenue ville fantôme abandonnée par ses habitants après l'intervention militaire turque en 1974 et son inclusion dans la zone d'occupation turque de Chypre du Nord.

## Historique
Dans les années 1970, Famagouste était la première destination touristique de Chypre. Pour satisfaire le nombre croissant de touristes, de nouveaux hôtels et de grands bâtiments ont été construits. À son apogée, le quartier de Varosha n'était pas seulement la première destination touristique de Chypre mais, entre 1970 et 1974, l'une des destinations touristiques les plus populaires au monde, devenant la destination de choix de personnalités riches et célèbres telles que Elizabeth Taylor, Richard Burton, Raquel Welch et Brigitte Bardot.
En 2019, la Turquie annonce sa volonté de rouvrir Varosha, volonté traduite en acte par Ersin Tatar, Premier ministre de l'État autoproclamé de Chypre du Nord, le 6 octobre 2020. L'ONU condamne cette réouverture.

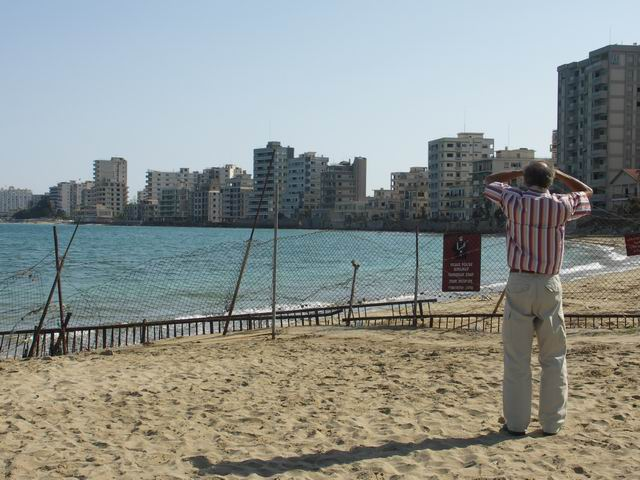
Varosha vu de l'extérieur de la zone démilitarisée.
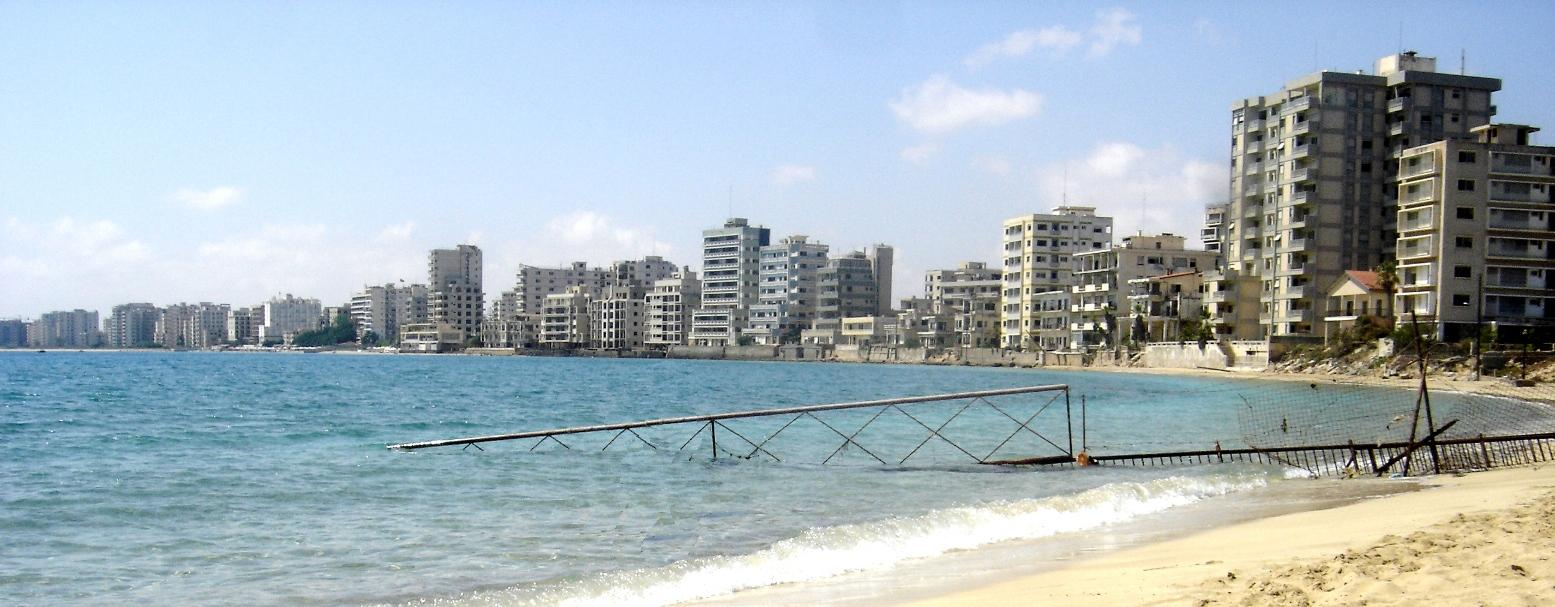
Varosha en 2007.
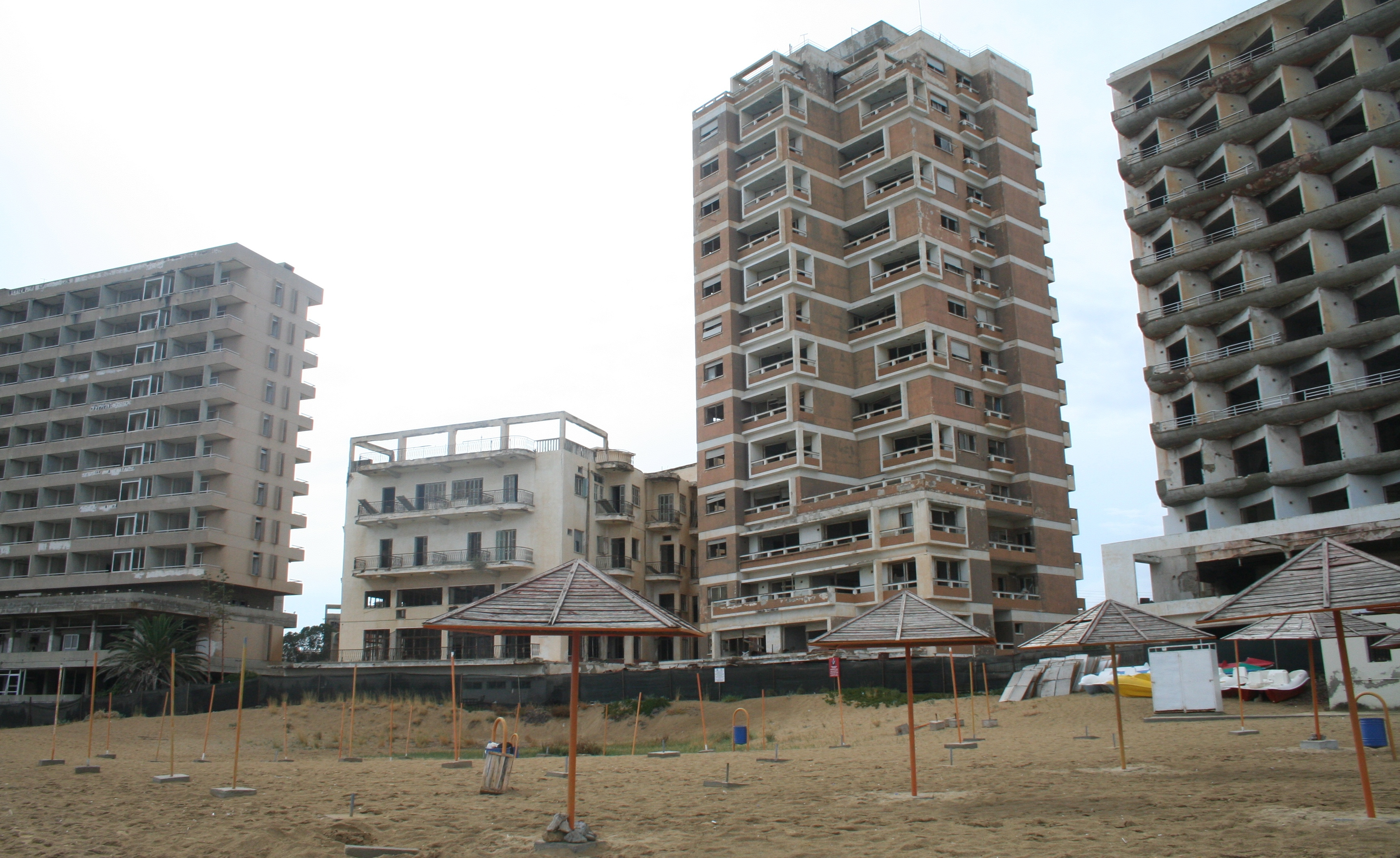
Varosha en 2009.

## Caractéristiques de Varosha
Les principales caractéristiques du quartier Varosha incluent la John F. Kennedy Avenue, qui a pris naissance près du port de Famagouste et a traversé le quartier parallèle à Glossa Beach. Le long de la JFK Avenue il y avait de nombreux hôtels de luxe bien connus, dont le King George Hotel, The Asterias Hotel, The Grecian Hotel, The Florida Hotel et le Argo Hotel qui était le préféré d'Elizabeth Taylor. L'hôtel Argo est situé près de la fin de JFK Avenue face à Protaras et Fig Tree Bay. Une autre rue principale de Varosha était Leonidas (grec moderne : Λεωνίδας), une grande artère allant à l'ouest de JFK Avenue vers Vienna Corner. Leonidas était le principal centre commercial de Varosha et une rue de divertissement, avec plusieurs bars, restaurants et discothèques.

## Affaires judiciaires
Selon les Chypriotes grecs, il y a 425 parcelles sur la plage de Varosha, qui s'étend de l'hôtel Contandia à l'hôtel Golden Sands. Le nombre total de parcelles à Varosha est de 6082.
Il y a 281 cas de Chypriotes grecs qui ont demandé à la Commission des biens immobiliers (IPC) de Chypre-Nord une indemnisation.
En 2020, le grec chypriote Demetrios Hadjihambis a intenté une action en justice pour obtenir une indemnisation de l'État pour les pertes financières.

## De 1974 à aujourd'hui
À la suite de l'invasion turque de Chypre, le 20 juillet 1974 en réponse au coup d'état « pro-grec », l'armée chypriote grecque a retiré ses forces à Larnaca . L'armée turque a avancé jusqu'à la Ligne verte, qui est la frontière actuelle entre les deux communautés. Quelques heures avant que les armées chypriotes turque et grecque n'échangent des tirs dans les rues de Famagouste, toute la population, craignant un massacre, a fui. Beaucoup de ses habitants se sont réfugiés dans le sud, dans les villes de Paralimni, Deryneia et Larnaca. Paralimni est depuis devenue la nouvelle capitale du district chypriote de Famagouste.
Lorsque l'armée turque a pris le contrôle de la zone lors de l'invasion, elle l'a clôturée. Depuis lors, l'accès en est interdit, sauf pour les militaires turcs. Le plan Annan aurait ramené Varosha sous le contrôle des Chypriotes grecs, mais cela ne s'est jamais concrétisé car il a été rejeté par les électeurs chypriotes grecs lors du référendum de 2004.
La raison pour laquelle Varosha est abandonné est due à la Résolution 550 du Conseil de sécurité des Nations unies (prise le 11 mai 1984), qui stipule que "les tentatives de colonisation dans n'importe quelle partie de Varosha par quiconque autre que ses habitants sont inadmissibles". Par conséquent, les Forces armées turques (TSK) ne peuvent pas peupler la zone sous leur contrôle, ce qui a conduit à l'abandon du district de Varosha.
L'absence de population et donc de réparations fait que les bâtiments s'effondrent peu à peu. La nature gagne du terrain, le métal se corrode, les vitres se cassent et les plantes étendent leurs racines sur les murs et les trottoirs. Des tortues de mer ont également été aperçues en train de pondre leurs œufs sur ses plages désertes. Les concessionnaires sont gelés avec des véhicules vintage de 1974, et des années après leur abandon, les gens disent avoir vu des ampoules briller encore à travers les fenêtres des bâtiments vacants.
Depuis 2017, l'armée turque n'autorise l'entrée qu'aux militaires turcs et au personnel des Nations unies.
L'un de ces plans de règlement était le plan Annan pour réunifier l'île, qui prévoyait le retour de Varosha aux résidents d'origine. Mais cela a été rejeté par les Chypriotes grecs lors d'un référendum en 2004. Le Conseil de sécurité de l'ONU : la résolution 550 déclare qu'elle « considère comme inadmissibles les tentatives de colonisation de toute partie de Varosha par des personnes qui n'en sont pas les habitants et appelle à le transfert de cette zone à l'administration des Nations unies ».
La Cour européenne des droits de l'homme a accordé entre 100 000 et 8 000 000 euros à huit Chypriotes grecs pour avoir été privés de leurs maisons et de leurs biens à la suite de l'invasion de 1974. L'affaire a été déposée conjointement par l'homme d'affaires Constantinos Lordos et d'autres, et l'arrêt principal dans l'affaire Lordos remonte à novembre 2010. La juridiction a jugé que, dans le cas de huit des requérants, la Turquie avait violé l'article 1 du Protocole 1 de la Convention européenne des droits de l'homme sur le droit au respect de ses biens et, dans le cas de sept des requérants, la Turquie a violé l'article 8 sur le droit au respect de la vie privée et familiale.
En l'absence d'habitant et d'entretien, les bâtiments continuent de se détériorer. Au fil du temps, certaines parties de la ville ont commencé à être récupérées par la nature alors que le métal se corrode, les fenêtres se brisent et les plantes prennent racine sur les murs et les trottoirs et poussent à l'état sauvage dans de vieilles jardinières. En 2014, la BBC a signalé que des tortues marines avaient été observées nichant sur les plages de la ville.
Pendant la crise des missiles à Chypre (1997-1998), le dirigeant chypriote turc, Rauf Denktash, a menacé de prendre le contrôle de Varosha si le gouvernement chypriote ne reculait pas.

## Réouverture à la population civile
La population de Varosha était de 226 lors du recensement de Chypre du Nord en 2011.
En 2017, la plage de Varosha a été ouverte à l'usage exclusif des Turcs (chypriotes turcs et ressortissants turcs).
En 2019, le gouvernement de Chypre du Nord a annoncé qu'il ouvrirait Varosha à la colonisation. Le 14 novembre 2019, Ersin Tatar, le Premier ministre de Chypre du Nord, a annoncé que le nord de Chypre visait à ouvrir Varosha d'ici la fin de 2020.
Le 9 décembre 2019, Ibrahim Benter, directeur général de l'administration de la fondation religieuse chypriote turque EVKAF, a déclaré que tout Maraş/Varosha appartenait à EVKAF. Benter a déclaré que « EVKAF peut signer des contrats de location avec des Chypriotes grecs s'ils acceptent que la ville clôturée appartienne à Evkaf ».
Le 22 février 2020, Chypre a déclaré qu'elle opposerait son veto aux fonds de l'Union européenne destinés aux Chypriotes turcs si Varosha s'ouvrait à des accords.
Le 6 octobre 2020, Ersin Tatar, Premier ministre de Chypre du Nord, a annoncé que la plage de Varosha rouvrirait au public le 8 octobre 2020. Le président de la Turquie, Recep Tayyip Erdoğan, a déclaré que la Turquie soutenait pleinement la décision. Cette décision est intervenue avant l'élection présidentielle de Chypre du Nord de 2020 , à laquelle Tatar était candidat. Le vice-Premier ministre Kudret Özersay, qui avait travaillé sur la réouverture plus tôt, a déclaré qu'il ne s'agissait pas d'une réouverture complète de la zone, qu'il s'agissait simplement d'un coup électoral unilatéral de Tatar. Son parti populaire s'est retiré du cabinet Tatar, entraînant l'effondrement du gouvernement chypriote turc. Le chef de la diplomatie de l'UE a condamné le plan, le décrivant comme une « violation grave » de l'accord de cessez-le-feu de l'ONU. En outre, il a demandé à la Turquie d'arrêter cette activité. Le secrétaire général de l'ONU s'est dit préoccupé par la décision de la Turquie.
En octobre 2020, le président de la Turquie, Recep Tayyip Erdoğan, ainsi que le Premier ministre de la république turque de Chypre du Nord (KKTC) autoproclamée, Ersin Tatar, a ordonné la réouverture de Varosha.
Presque immédiatement, le 9 de ce mois, le Conseil de sécurité des Nations unies a réaffirmé le statut de Varosha tel qu'établi dans les résolutions précédentes du Conseil de sécurité des Nations unies, y compris la résolution 550 (1984) et la résolution 789 (1992). De même, il a réitéré qu'aucune action ne devrait être menée en relation avec cette localité qui ne respecte pas ces résolutions.
Le 8 octobre 2020, certaines parties de Varosha, du club des officiers de l'armée chypriote turque et turque à l'hôtel Golden Sands, ont été ouvertes.
Le 27 novembre, le Parlement européen a appelé la Turquie à revenir sur sa décision de rouvrir une partie de Varosha et à reprendre les négociations visant à résoudre la question chypriote sur la base d'une fédération bicommunautaire et bizonale et a appelé l'Union européenne l'Union à imposer des sanctions contre la Turquie, si les choses ne changent pas. La Turquie a rejeté la résolution, ajoutant qu'elle continuera à protéger à la fois ses propres droits et ceux des Chypriotes turcs. La présidence de la république turque de Chypre du Nord a également condamné la résolution.
Le 20 juillet 2021, Tatar, le président de Chypre du Nord, a annoncé le début de la deuxième phase de l'ouverture de Varosha. Il a encouragé les Chypriotes grecs à demander à la Commission immobilière de la république turque de Chypre du Nord de réclamer leurs biens s'ils disposent de tels droits.
La mosquée Bilal Aga, construite en 1821 et désaffectée en 1974, a été rouverte le 23 juillet 2021.
En réponse à une décision du gouvernement de Chypre du Nord, la déclaration présidentielle du Conseil de sécurité des Nations unies datée du 23 juillet a déclaré que l'implantation dans n'importe quelle partie de la banlieue chypriote abandonnée de Varosha, « par des personnes autres que ses habitants, c'est « inadmissible ». Le même jour, la Turquie a rejeté la déclaration présidentielle du Conseil de sécurité de l'ONU sur Maras (Varosha) et a déclaré que ces déclarations étaient basées sur la propagande gréco-chypriote, étaient des allégations sans fondement et non étayées, et ne correspondaient pas aux réalités de l'île. Le 24 juillet 2021, la présidence de Chypre du Nord a condamné la déclaration présidentielle du CSNU datée du 23 juillet, déclarant que « nous la voyons et la condamnons comme une tentative de créer un obstacle pour les titulaires de droits de propriété à Varosha pour obtenir vos droits ».
Au 1er janvier 2022, près de 400 000 personnes avaient visité Varosha depuis son ouverture aux civils le 6 octobre 2020.
Le 19 mai 2022, le Chypre du Nord a ouvert une plage de 600 m de long sur 400 m de large sur la plage de Golden Sands (de l'hôtel King George au bâtiment Oceania) à Varosha pour un usage commercial. Des chaises longues et des parasols ont été installés.
UNFICYP a déclaré qu'il soulèverait la décision prise par les autorités chypriotes turques d'ouvrir cette plage de Varosha auprès du Conseil de sécurité, a déclaré vendredi le porte-parole de la force de maintien de la paix, Aleem Siddique. L'ONU a annoncé que « sa position sur Varosha n'a pas changé et nous surveillons la situation de près ».
En octobre 2022, les Chypriotes turcs ont annoncé que des institutions publiques seraient ouvertes dans la ville.

## Culture populaire
Alan Weisman décrit dans son ouvrage Homo disparitus comment la nature y a retrouvé sa place en l'absence de l'homme ; la dégradation des immeubles, la pousse des végétaux (philodendrons sauvages, hibiscus, bougainvillées) et l'espace reconquis par les animaux (oiseaux, tortues, …).
Le cinéaste chypriote grec Michael Cacoyannis a décrit la ville et interviewé ses citoyens exilés dans le film Attilas '74, réalisé en 1975.
En 2021, le groupe biélorusse Main-De-Gloire consacre une chanson sur cette ville devenue un lieu fantomatique .